# Medve-barlang (Kiskoh)
A Medve-barlang Romániában, Bihar megyében, Kiskoh település szélén található. Nevét a barlangban épségben megtalált barlangi medve (Ursus spelaeus) csontvázról kapta. (Ennek a leletnek értékét az adja, hogy Európában mindössze négy épségben megőrzött barlangi medve csontvázat találtak).

## A barlang felfedezése és feltárása
A barlangot bányászok fedezték fel az ottani márványbányában egy robbantás után, 1975. szeptember 17-én. Curta Traian bányász volt az első ember, aki a barlangban járt, az első feltárást pedig a Stei-i Barlangászok Egyesülete végezte. A barlang kutatásába később a nagyváradi Körösvidéki Múzeum, illetve a kolozsvári Barlangászati Intézet is bekapcsolódott. A felfedezést követő években járdák, lépcsők, korlátok beépítésével látogathatóbbá tették a barlangot, és 1980. július 14-én megnyitották a turisták számára.

## A barlang leírása
A Medve-barlang triász időszaki kristályos mészkőben képződött mintegy 200 millió évvel ezelőtt. A mészkőben a barlangon átszivárgó víz rengeteg cseppkőképződményt alakított ki. Másik érdekessége, hogy számos barlangi medve maradványát találták meg a barlangban, köztük egy teljesen ép csontvázat is, mely jelenleg is az eredeti helyén látható. A sok lelet azzal magyarázható, hogy a barlang bejárata beomlott, így a medvék bent rekedtek és éhen haltak. 
A barlang hossza kb. 1500 méter. Több szintje is van, ebből az alsó járat mintegy 700 méter hosszú, időszakonként víz folyik benne. Ezt a részt tudományos rezervátumnak minősítették, így nem látogatható. A felső szint 847 méter hosszú, kiépített és vezetővel látogatható. A látogatható szakasz három részre osztható: A Medvék-járata, amelyben a legtöbb maradvány található, az Emil Racoviță-járat, amely a neves barlangkutatónak állít emléket, és a Gyertyák-járata, amely a gyertyaszerű álló cseppkövekről (sztalagmitokról) kapta a nevét. A számos cseppkőképződmény közül érdemes megemlíteni azt, amely egy a barlangból kimászni akaró medvére hasonlít. További érdekes cseppkőképződmények: Varázspalota, Törpeház, Tavirózsás tó, Idősek Tanácsa. A legrégebbi cseppkövek kb. 55 ezer évesek, de a cseppkőképződés ma is megfigyelhető a barlangban.

## Képek

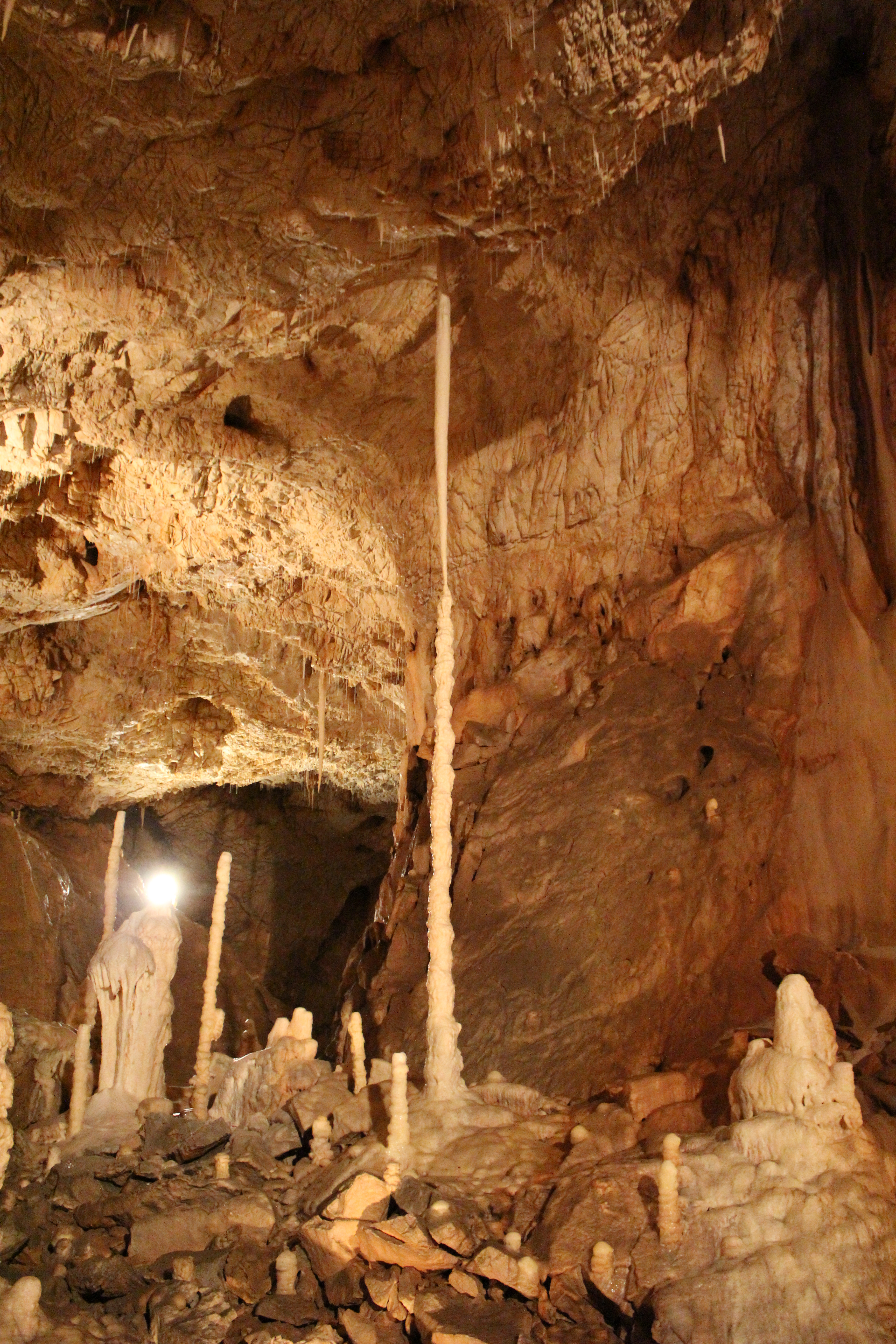
Cseppkőoszlop
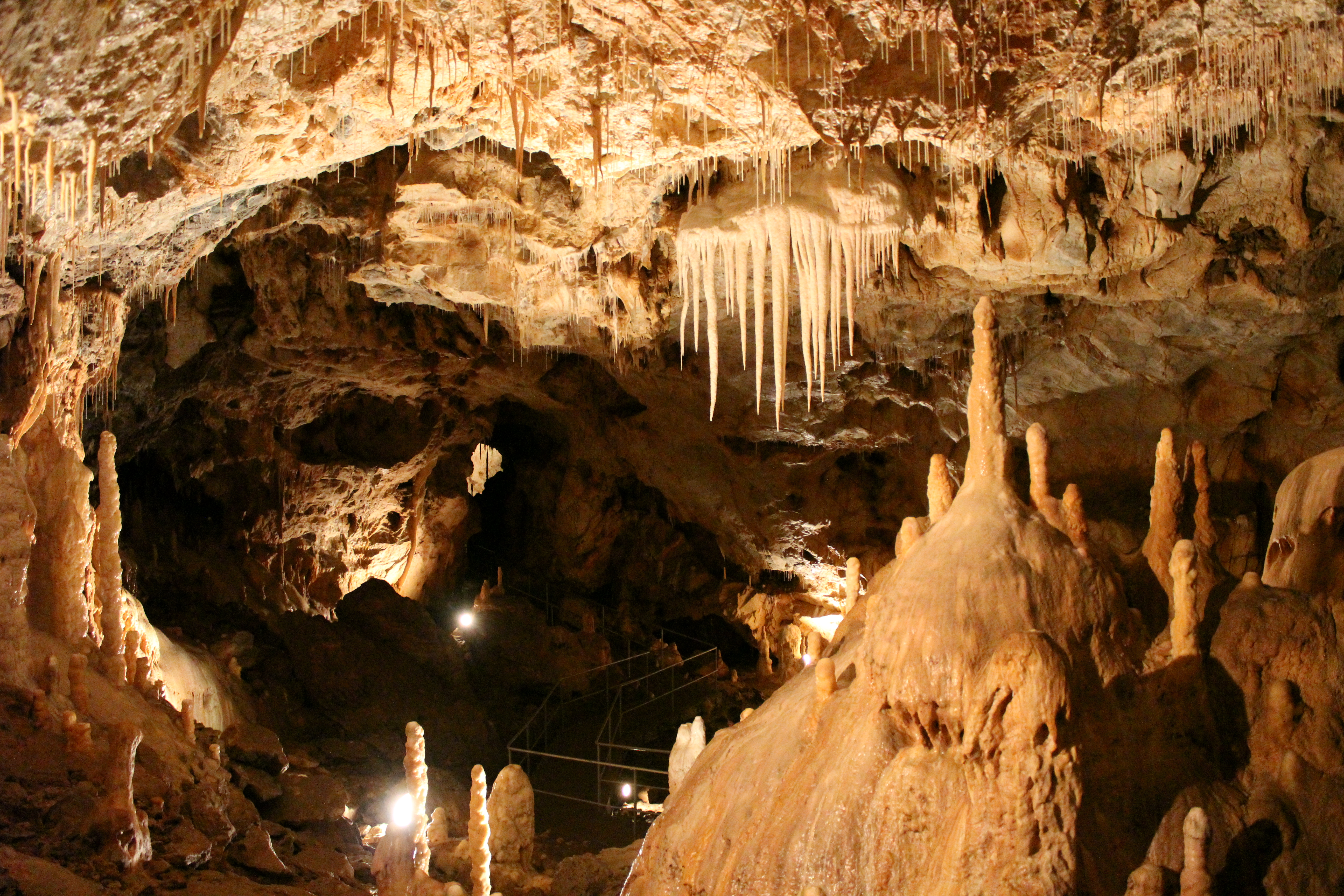
Barlangbelső
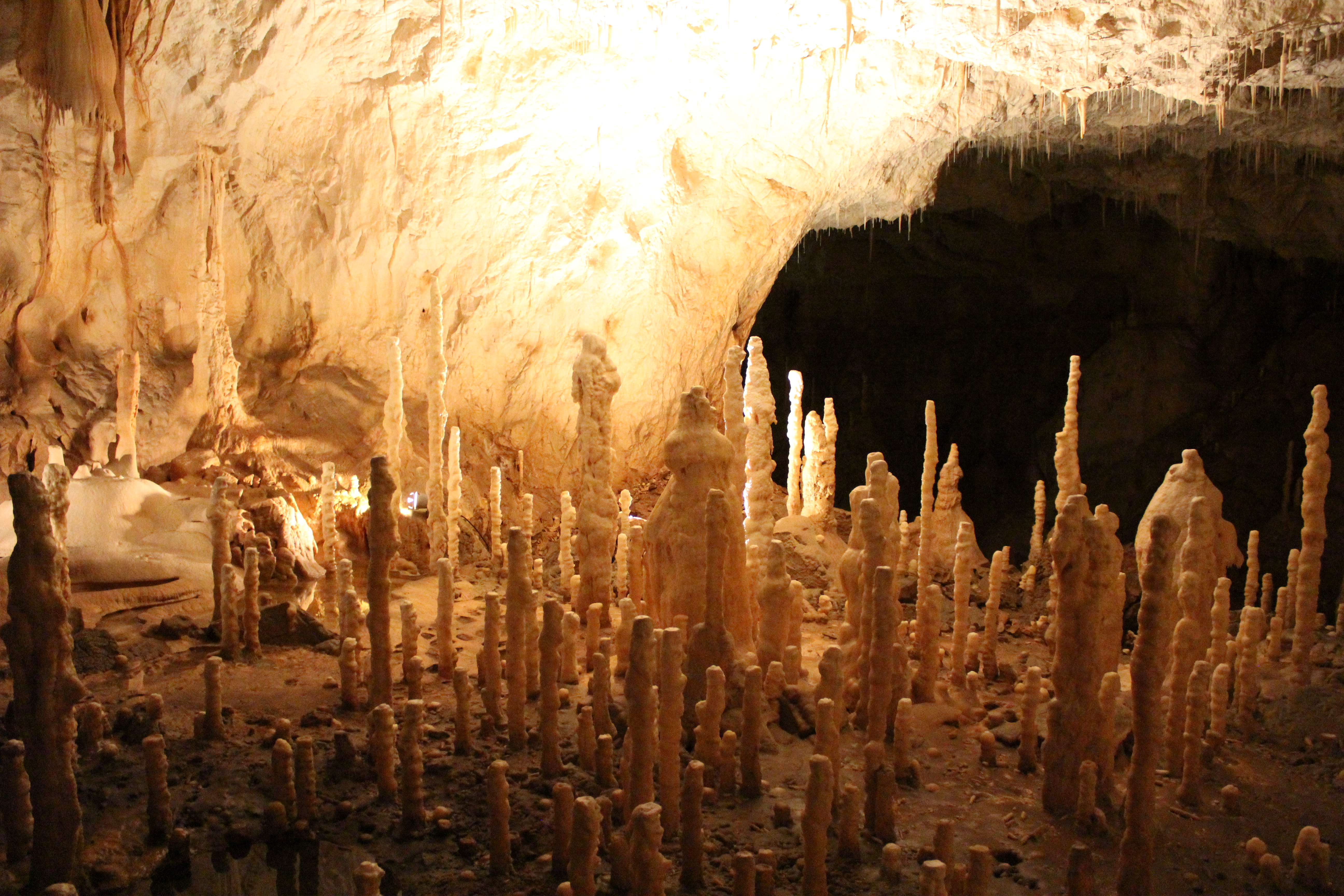
A „gyertyák”
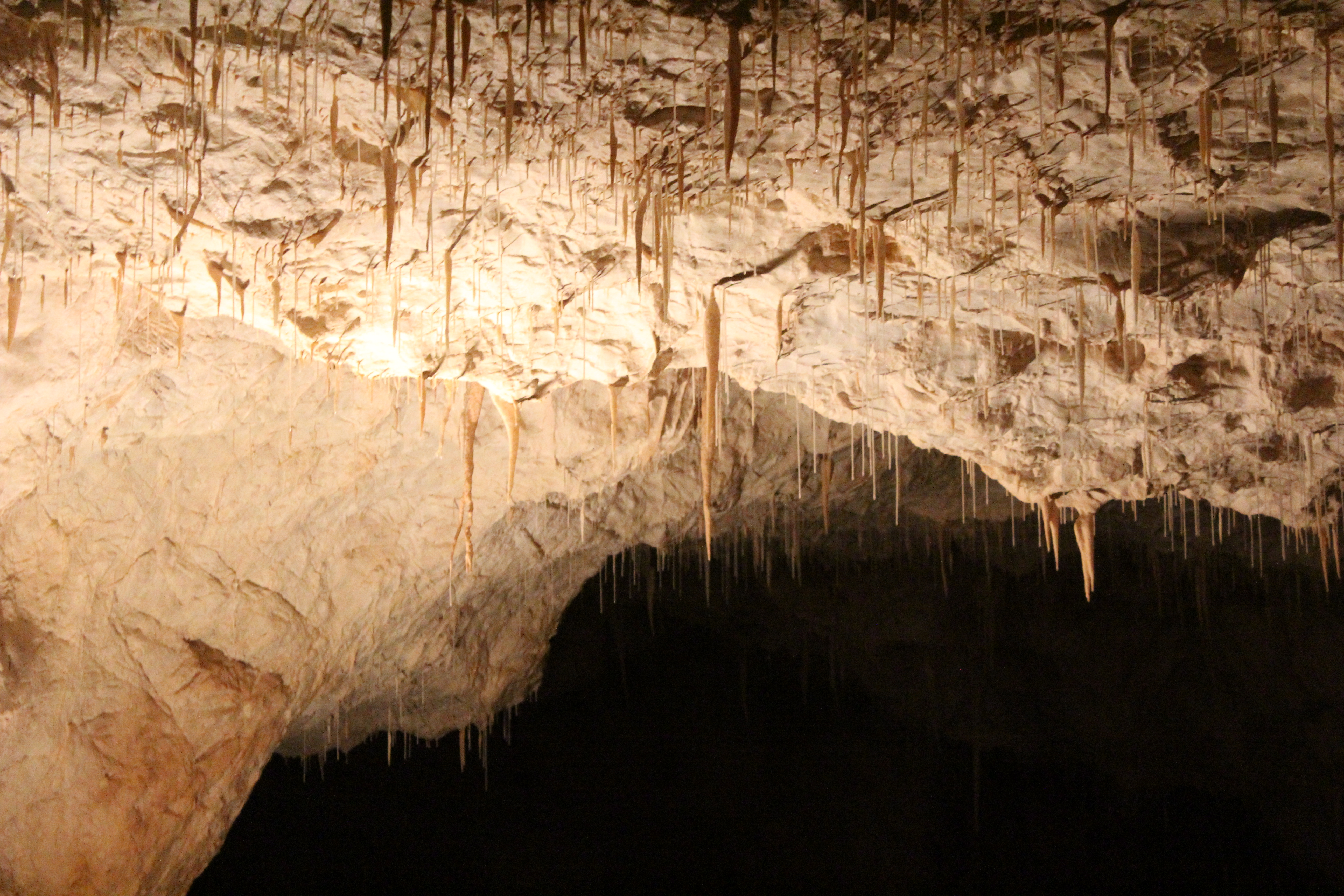
Függőcsepkövek